# Podagrion washingtoni
Podagrion washingtoni är en stekelart som beskrevs av Girault 1915. Podagrion washingtoni ingår i släktet Podagrion och familjen gallglanssteklar. Inga underarter finns listade i Catalogue of Life.